# Podhorany (Kežmarok)
Podhorany es un municipio del distrito de Kežmarok en la región de Prešov, Eslovaquia, con una población estimada a final del año 2024 de 3029 habitantes.
Se encuentra ubicado al noroeste de la región, cerca del río Poprad (cuenca hidrográfica del río Vístula) y de la frontera con Polonia.

## Demografía
| Año        | 1994 | 2004     | 2014     | 2024     |
| ---------- | ---- | -------- | -------- | -------- |
| Población  | 1011 | 1578     | 2621     | 3029     |
| Diferencia |      | +56,08 % | +66,09 % | +15,56 % |

| Año        | 2023 | 2024    |
| ---------- | ---- | ------- |
| Población  | 2937 | 3029    |
| Diferencia |      | +3,13 % |